# Paolo Annoni
Paolo Annoni (Carate Brianza, 21 gennaio 1970) è un allenatore di calcio ed ex calciatore italiano, di ruolo difensore, tecnico della formazione Under-17 della Virtus Entella.

## Carriera

### Giocatore
In Serie A ha vestito le maglie di Como, Bari e Lecce. Nel campionato 2002-03, approda alla Pro Patria, neo promossa in C1, con i tigrotti, rimane fino alla stagione 2004-2005. Ha concluso la carriera in Serie D con la maglia del Sestri Levante.

### Allenatore
Dal 2009 è allenatore degli Allievi regionali del Parma, mentre nella stagione 2011-2012 passa agli Allievi nazionali. Nell'estate 2012 passa alla Sampdoria, prendendo la guida della formazione dei Giovanissimi Nazionali. Dopo due anni come allenatore in seconda della Primavera, lascia la Sampdoria al termine della stagione 2016-2017.
Nel luglio 2017 si trasferisce all'Inter, prendendo la guida della formazione Under-15. Nella prima stagione vince il campionato di categoria. Dopo quattro stagioni, nel luglio 2021 passa ad allenatore la formazione Under-16.
Nel luglio del 2022 viene chiamato ad allenare l’Under-17 della Virtus Entella.